# BHÉV
BHÉV è il servizio ferroviario suburbano di Budapest. Il nome è derivato da Budapesti Helyiérdekű Vasút. HÉV in ungherese significa ogni ferrovia di interesse locale. Le linee BHÉV originariamente erano state costruite come diramazioni della rete ferroviaria nazionale ungherese (MÁV). Oggi le linee HÉV sono gestite dall'azienda di trasporto pubblico di Budapest, BKV.

## Rete ferroviaria
La rete BHÉV si sviluppa su quattro linee per complessivi 176 km. Le quattro linee HÉV collegano: Csepel (direzione sud), Ráckeve (estremo sud), Gödöllő (direzione nordest) e Szentendre (direzione nord), con vari punti di Budapest centrale. Le linee di HÉV non sono collegate fra loro e solo due si intersecano con le linee della metropolitana di Budapest.
Essendo le linee BHÉV gestite dalla BKV, la stessa società che gestisce gli altri trasporti pubblici urbani di Budapest, i biglietti BKV sono validi anche sulle linee BHÉV per percorsi all'interno di Budapest. Fuori di Budapest deve essere acquistato un biglietto separato.

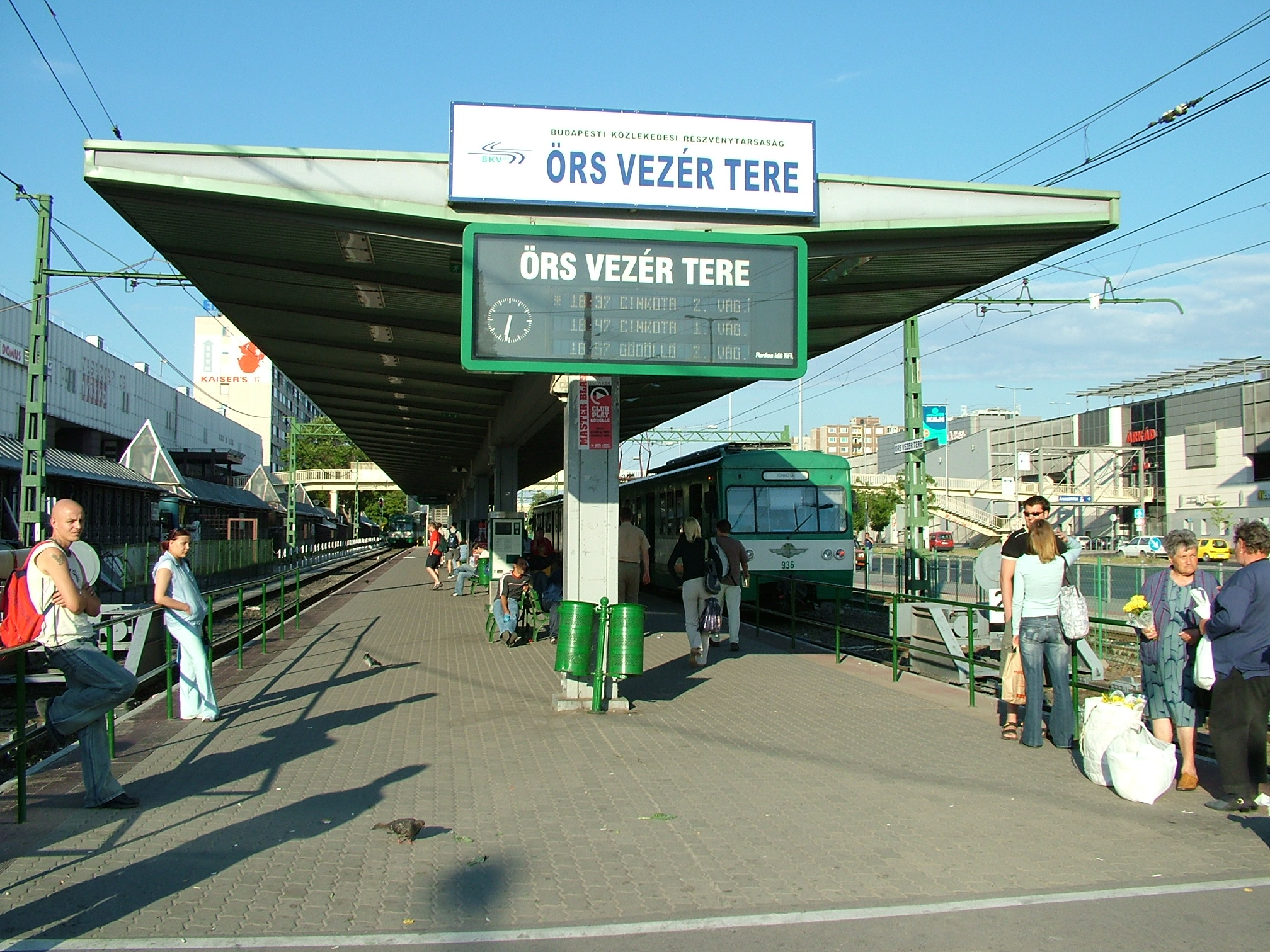
Capolinea Örs vezér tere della linea per Gödöllő

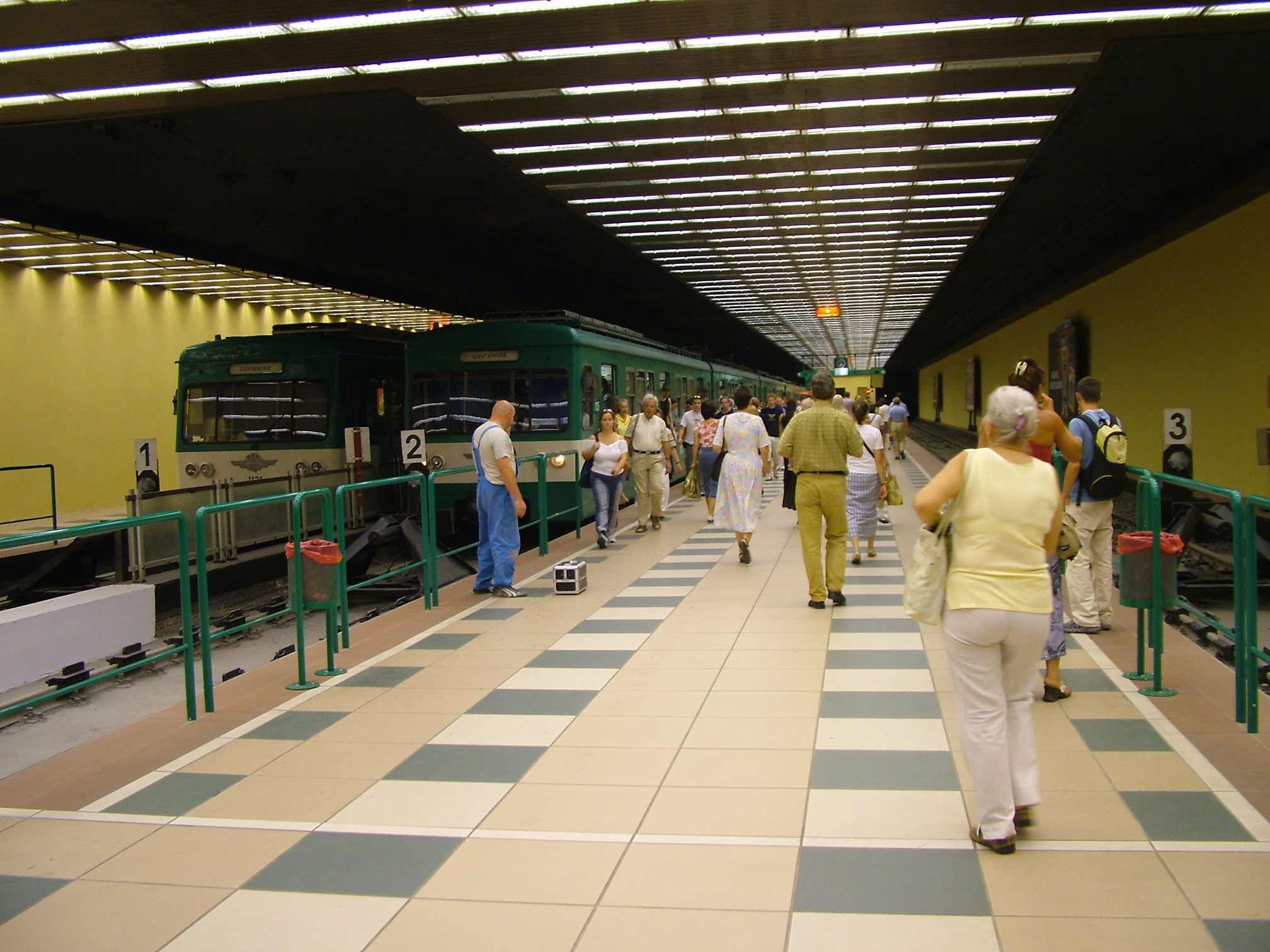
Capolinea di Batthyány tér della linea di Szentendre

### Linea Csömör, Gödöllő
Questa linea ha due diramazioni, una verso la città di Gödöllő, l'altra verso il paese di Csömör, il tratto fino a Cinkota è in comune alle due diramazioni.
Direzione Gödöllő 
- lunghezza: 26 km
- tempo di percorrenza: 46 minuti
- stazioni: Örs vezér tere - Rákosfalva - Nagyicce - Sashalom - Mátyásföld, repülőtér - Mátyásföld, Imre utca - Mátyásföld alsó - Cinkota - Ilonatelep - Kistarcsa, kórház - Kistarcsa - Zsófialiget - Kerepes - Szilasliget - Mogyoród - Tölgyes - Gödöllő, Erzsébet park - Gödöllő, Szabadság tér - Gödöllő, Palotakert - Gödöllő
- interscambi: metropolitana  al capolinea di Örs vezér tere

Direzione Csömöri 
- lunghezza: 11 km
- tempo di percorrenza: 23 minuti
- stazioni: Örs vezér tere - Rákosfalva - Nagyicce - Sashalom - Mátyásföld, repülőtér - Mátyásföld, Imre utca - Mátyásföld alsó - Cinkota - Cinkota alsó - Árpádföld - Szabadságtelep - Csömör
- interscambi: nessuno

### Linea Csepel
Questa linea è la più corta e collega l'isola di Csepel con il centro di Budapest.
- lunghezza: 7 km
- tempo di percorrenza: 13 minuti
- stazioni: Boráros tér - Lágymányosi híd - Szabadkikötő - Szent Imre tér - Karácsony Sándor utca - Csepel

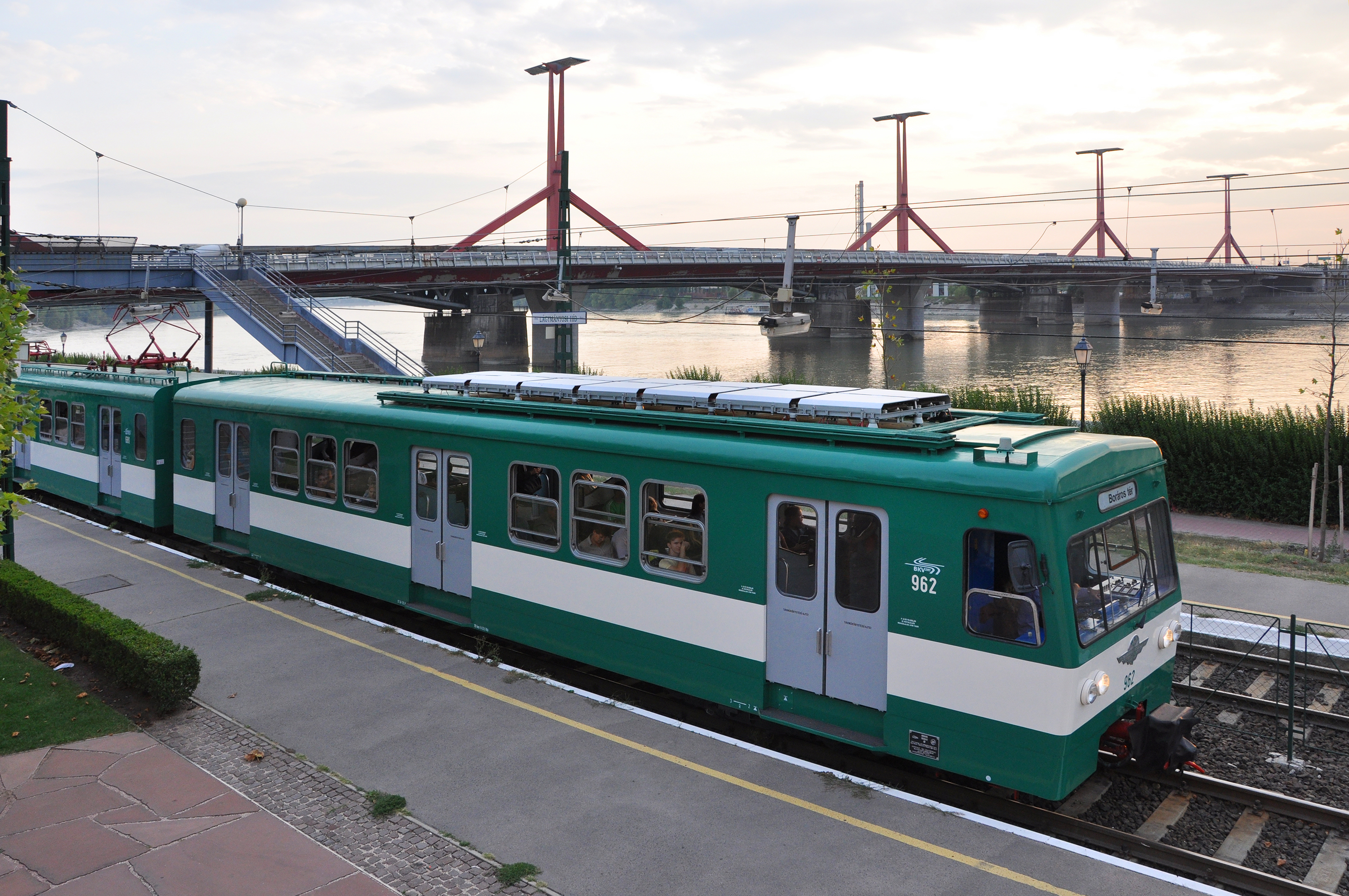
Treno HÉV alla stazione Lágymányosi híd della linea per Csepel

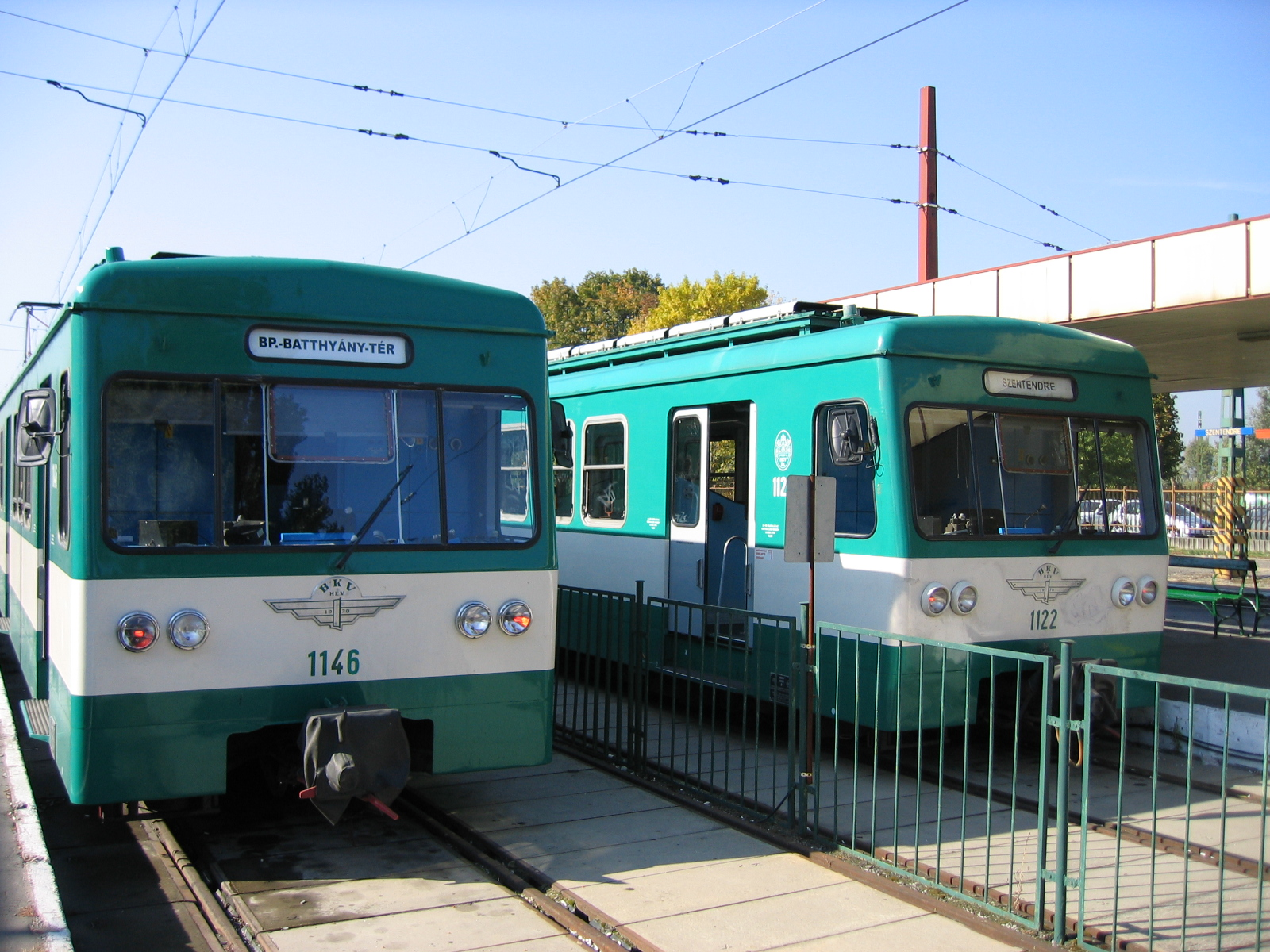
Treni HÉV alla stazione capolinea di Szentendre

- interscambi: nessuno

### Linea Ráckeve
Questa linea è la più lunga e collega il centro di Budapest con l'estrema punta sud dell'isola di Csepel.
- lunghezza: 40 km
- tempo di percorrenza: 75 minuti
- stazioni: Vágóhíd - Beöthy utca - Kén utca - Timót utca - Pesterzsébet felső - Torontál utca - Soroksár felső - Soroksár, Hősök tere - Szent István utca - Millenniumtelep - Dunaharaszti felső - Dunaharaszti külső - Szigetszentmiklós - József Attila telep - Szigetszentmiklós alsó - Szigetszentmiklós, gyártelep - Szigethalom - Szigethalom alsó - Tököl - Szigetmajor - Szigetcsép - Egyetemi Tangazdaság - Szigetszentmárton Szigetújfalu - Horgásztanyák - Angyali-sziget - Ráckeve
- interscambi: nessuno

### Linea Szentendre
* lunghezza: 21 km
- tempo di percorrenza: 38 minuti
- stazioni: Batthyány tér - Margit híd - Szépvölgyi út - Tímár utca - Szentlélek tér - Filatorigát - Kaszásdűlő - Aquincum- Rómaifürdő - Csillaghegy - Békásmegyer - Budakalász - Budakalász, lenfonó - Szent István telep - Pomáz - Pannóniatelep - Szentendre
- interscambi: metropolitana  al capolinea di Batthyány tér

## Tecnologia
La rete BHÉV è totalmente elettrificata ed opera con 1000 V in CC. Lo scartamento ferroviario è quello standard di 1435 mm.
Il sistema di trasporto utilizza automotrici elettriche di vari modelli, tutti costruiti in Germania Est fra il 1970 ed il 1980.
La velocità massima raggiungibile è di 70 km/h.
Nella città di Szentendre si trova un Museo dei trasporti in cui si possono vedere vari modelli di automotrici HÉV ed altro materiale rotabile.

## Sviluppi previsti
In futuro è previsto che le linee HÉV di Szentendre, Ráckeve e Csepel siano integrate nella prevista Linea M5 della metropolitana. È previsto un collegamento con linea sotterranea fra le stazioni di Lágymányosi híd e Kaszásdűlő.